# Nazario Moreno González
Nazario Moreno González (Apatzingán, 8 de março de 1970 — Tumbiscatío, 9 de março de 2014), conhecido como El Chayo ("Nazario" ou "The Rosary") ou El Más Loco ("The Craziest One"), foi um criminoso mexicano. Ele era traficante de drogas do cartel La Familia Michoacana, sediado no estado de Michoacán.